# Aysha brevimana
Aysha brevimana là một loài nhện trong họ Anyphaenidae.
Loài này thuộc chi Aysha. Aysha brevimana được Carl Ludwig Koch miêu tả năm 1839.